# Wolf Dietrich de Raitenau
Wolf Dietrich de Raitenau, né le 26 mars 1559 au château de Hofen (Lochau) en Vorarlberg et mort à la forteresse de Hohensalzburg le 16 janvier 1617, fut prince-archevêque de Salzbourg de 1587 jusqu'à sa destitution et son arrestation en 1612. Les places et les bâtiments réalisés sous son règne selon les plans de Vincenzo Scamozzi marquent encore aujourd'hui l'image de la ville de Salzbourg. 

## Biographie

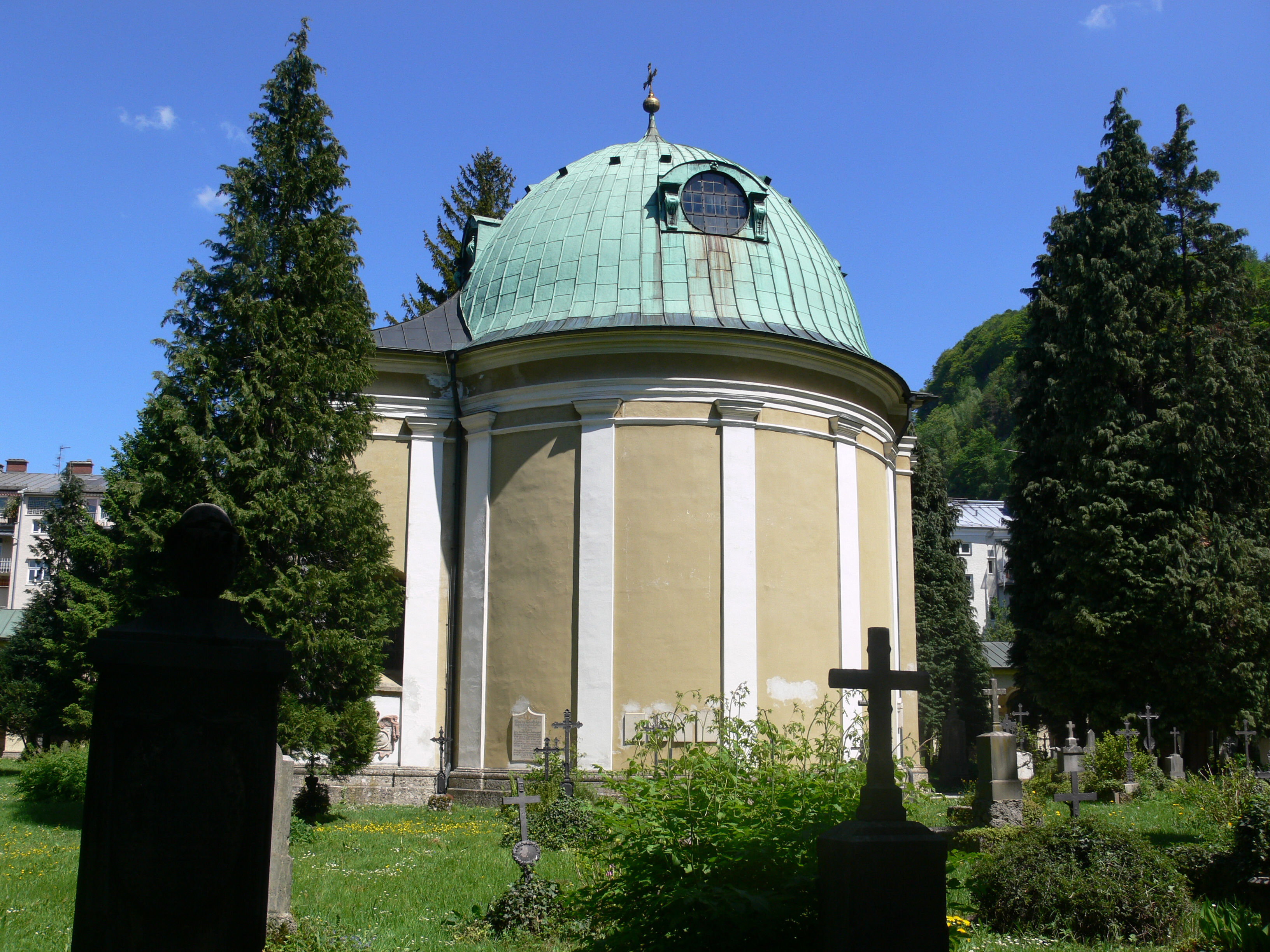
La chapelle Saint-Gabriel dans laquelle Wolf Dietrich repose.

Wolf Dietrich est le fils de Hans Werner de Raitenau, membre de la petite noblesse souabe, et de son épouse Hélène de Hohenems. Cette dernière était la nièce de Jean-Ange de Médicis, le futur pape Pie IV, et également apparentée au cardinal Charles Borromée. 
Il a passé sa jeunesse dans la maison de son oncle, le cardinal Mark Sittich von Hohenems, à Rome et est éduqué en grande partie au Collegium Germanicum. Puis il entre dans les ordres et devient moine de l'abbaye impériale de Murbach en Alsace, où son oncle Jean Ulrich de Raitenau était prince-abbé. Déjà en 1570, Wolf Dietrich avait été nommé chanoine de la cathédrale de Constance. En 1575 et 1578, s'y ajoutèrent respectivement des canonicats au sein des chapitres de Bâle et de Salzbourg.
En 1587, à la mort de son oncle, Wolf Dietrich de Raitenau lui succède sur le siège abbatial de Murbach. Mais quelques semaines plus tard, il se résigne de l'abbatiat, venant d'être élu archevêque de Salzbourg. Un partisan de la Contre-Réforme au début de son règne, il s'est approché toujours plus des idées absolutistes de Machiavelli et a correspondu avec Tycho Brahe. Homme d'une profonde érudition, Raitenau prend une distance croissante vis-à-vis de la curie romaine. Il reste dans les mémoires comme grand mécène des arts et diffuseur de l'art baroque au nord des Alpes. On lui doit entre autres le projet de reconstruction de la cathédrale Saint Rupert et Saint-Virgile, la construction de la nouvelle résidence et du château Mirabell (offert par Wolf Dietrich à Salomé Alt, sa concubine et la mère de ses quinze enfants).
Son épiscopat sera cependant marqué par de nombreux conflits d'autorité notamment avec les souverains du duché de Bavière voisin. Parce qu'il reste à l'écart de la Ligue catholique, les relations avec le duc Maximilien Ier se dégradent. En 1611, après que l'armée de Wolf Dietrich de Raitenau soit entrée de force dans la prévôté de Berchtesgaden, le conflit avec la Bavière est totalement consommé. La ville de Salzbourg est envahie par les Bavarois, l'archevêque en fuite est emprisonné et doit abdiquer de sa charge l'année suivante. Son neveu, Marc Sittich de Hohenems, lui succède et le maintient en détention au château de Hohenwerfen, plus tard à la forteresse de Hohensalzburg où Wolf Dietrich décède cinq ans plus tard dans sa cellule. Il est enterré dans la chapelle Saint-Gabriel du cimetière Saint-Sébastien de Salzbourg.